# The Mother and the Enemy
The Mother and the Enemy – czwarty album studyjny polskiej grupy muzycznej Lux Occulta. Wydawnictwo ukazało się 19 listopada 2001 roku nakładem wytwórni muzycznej Maquiavel Music Enterteiment. W Polsce płytę wydała firma Metal Mind Productions. Nagrania zostały zarejestrowane pomiędzy sierpniem a wrześniem 2001 roku w częstochowskim Studio 333 we współpracy producentem muzycznym Bartłomiejem Kuźniakiem. 

## Lista utworów
Opracowano na podstawie materiału źródłowego.
| Nr  | Tytuł utworu              | Słowa                | Muzyka                                                            | Długość |
| --- | ------------------------- | -------------------- | ----------------------------------------------------------------- | ------- |
| 1.  | „Breathe In”              | utwór instrumentalny | Jerzy Głód, Wacław Kiełtyka                                       | 0:54    |
| 2.  | „Mother Pandora”          | Jarosław Szubrycht   | Jerzy Głód, Wacław Kiełtyka                                       | 5:46    |
| 3.  | „Architecture”            | Jarosław Szubrycht   | Jerzy Głód, Wacław Kiełtyka                                       | 5:53    |
| 4.  | „Most Arrogant Life Form” | Jarosław Szubrycht   | Jerzy Głód, Wacław Kiełtyka                                       | 3:50    |
| 5.  | „Yet Another Armageddon”  | Jarosław Szubrycht   | Jerzy Głód, Wacław Kiełtyka, Bartłomiej Kuźniak, India Czajkowska | 3:28    |
| 6.  | „Gambit”                  | Jarosław Szubrycht   | Jerzy Głód, Wacław Kiełtyka, Bartłomiej Kuźniak, India Czajkowska | 6:12    |
| 7.  | „Midnight Crisis”         | Jarosław Szubrycht   | Jerzy Głód, Wacław Kiełtyka, Bartłomiej Kuźniak, India Czajkowska | 6:34    |
| 8.  | „Pied Piper”              | Jarosław Szubrycht   | Jerzy Głód, Wacław Kiełtyka, Bartłomiej Kuźniak                   | 9:15    |
| 9.  | „Missa Solemnis”          | Jarosław Szubrycht   | Jerzy Głód, Wacław Kiełtyka                                       | 7:44    |
| 10. | „Breathe Out”             | Jarosław Szubrycht   | Jerzy Głód, Wacław Kiełtyka, Bartłomiej Kuźniak, India Czajkowska | 4:11    |
|     |                           |                      |                                                                   | 53:47   |

## Twórcy
Opracowano na podstawie materiału źródłowego.
| Zespół Lux Occulta w składzie - Jarosław "Jaro.Slav" Szubrycht – wokal prowadzący - Wacław "Vogg" Kiełtyka – gitara prowadząca - Piotr "Peter" Szczurek – gitara rytmiczna - Jerzy "U.reck" Głód – instrumenty klawiszowe - Marcin "Martin" Rygiel – gitara basowa - Krzysztof "Kriss" Szantula – perkusja |  | Dodatkowi muzycy - Gerard Niemczyk – perkusja (utwory 1, 3, 8) - India Czajkowska – wokal prowadzący (utwory 5, 6, 7, 10) - Dawid Kosiarkiewicz – saksofon sopranowy, saksofon basowy - Zbigniew Szmatłoch – syntezatory, syntezator basowy - Włodzimierz Kossak – fagot, kontrafagot Produkcja - Bartłomiej Kuźniak – produkcja, miksowanie, mastering - Travis Smith – okładka |